# Památník papeže Jana Pavla II. (Hradec Králové)
Památník papeže Jana Pavla II. v Hradci Králové je bronzový památník, který byl odhalen 26. dubna 2003 a má připomínat papežovu návštěvu města v roce 1997.

## Popis památníku
Bronzová socha sedícího papeže, jež je umístěna na podstavci z travertinu, který je reminiscencí na sídlo papeže - Řím, kde je travertin hojně používaným stavebním materiálem..

## Historie
Bronzová plastika sedícího papeže v životní velikosti byla odhalena 26. dubna 2003 na nádvoří budovy Nového Adalbertina a má připomínat jeho návštěvu v roce 1997, kdy mj. sloužil v chladném a deštivém počasí mši na královéhradeckém Velkém náměstí, kterou sledovalo zhruba 50 000 věřících. Vlastní odhalení památníku vykonal polský velvyslanec Andrzej Krawczyk, zástupce apoštolské nunciatury v České republice Mons. J. T. Okolo a emeritní královéhradecký arcibiskup Karel Otčenášek. Plastika vznikla z iniciativy biskupství a přišla skoro na dva miliony korun, které pocházejí hlavně z darů jednotlivců a organizací. Plastiku, která stojí na přes metr vysokém kamenném podstavci, vytvořila dílna akademických sochařů Marie a Vojtěcha Adamcových. Ti již dříve ztvárnili sousoší svatého Vojtěcha a Radima v Libici nad Cidlinou. Sochu o váze zhruba 200 kg odlili pracovníci umělecké slévárny HVH z Horní Kalné na Trutnovsku.